# Aegiochus francoisae
Aegiochus francoisae är en kräftdjursart som först beskrevs av Regina Wetzer 1990.  Aegiochus francoisae ingår i släktet Aegiochus och familjen Aegidae. Inga underarter finns listade i Catalogue of Life.